# Badisches Staatstheater Karlsruhe

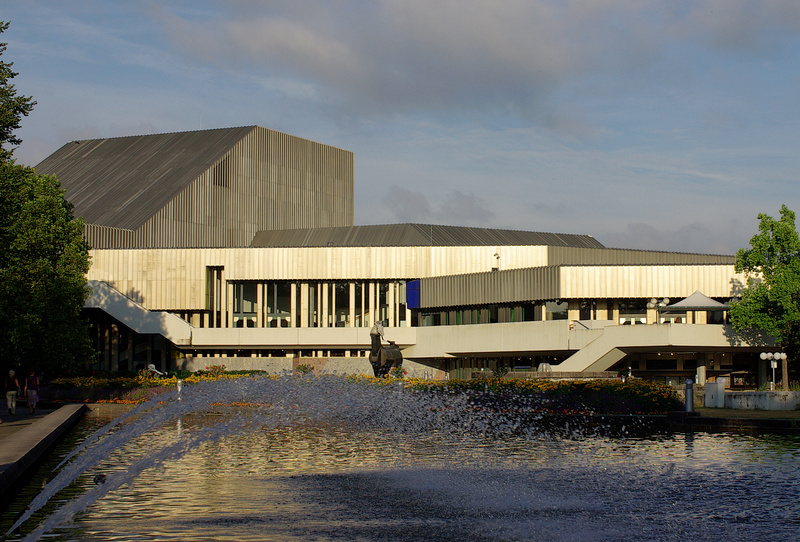
Das Gebäude des Badischen Staatstheaters Karlsruhe am Hermann-Levi-Platz (2009)

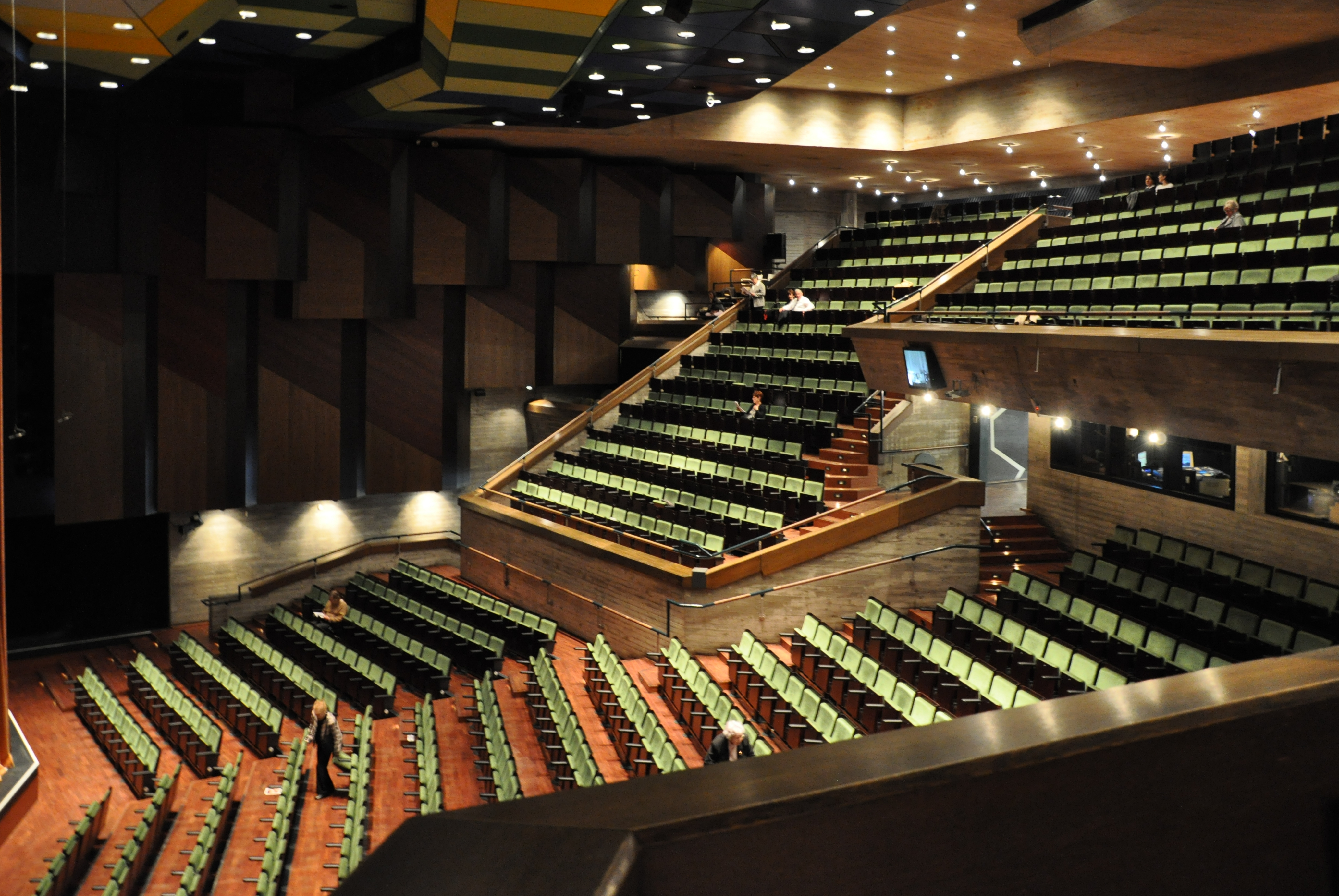
Das „Große Haus“ des Badischen Staatstheaters (2012)

Das Badische Staatstheater Karlsruhe ist ein Mehrspartentheater in Karlsruhe. Es umfasst Oper, Ballett, Konzert, Schauspiel sowie die 2011 gegründeten Sparten Junges Staatstheater und Volkstheater. Dem Theater angeschlossen sind die Badische Staatskapelle Karlsruhe und der Badische Staatsopernchor. Das Haus ist Hauptspielort der jährlich stattfindenden Händel-Festspiele Karlsruhe. Alle zwei Jahre ist das Staatstheater einer der Ausrichter für die Europäischen Kulturtage und des Festivals Premières.
Generalintendant ist seit 2024 Christian Firmbach. Als eines von zwei Staatstheatern befindet sich das Badische Staatstheater in Trägerschaft des Landes Baden-Württemberg. Die Stadt Karlsruhe trägt die Hälfte des Zuschussbedarfs.

## Spielstätten
Das Staatstheater Karlsruhe ist seit 1975 in einem Gebäudekomplex am Ettlinger Tor beheimatet. Das Große Haus hat 1002 Plätze, das Kleine Haus 330 bis 385 Plätze (teilweise variabel bestuhlbar). Zusätzlich wurde 2011 in der ehemaligen Probebühne ein Studio mit 128 Plätzen eingerichtet, das zeitgenössische Dramatik zeigt. Zum Staatstheater Karlsruhe gehört auch die Außenspielstätte Die Insel an der Karlstraße, die seit September 2011 hauptsächlich vom neu gegründeten Jungen Staatstheater für Kinder und Jugendliche bespielt wird und 126 Zuschauern Platz bietet.

## Geschichte
Der erste Vorläufer des Staatstheaters Karlsruhe wurde bis 1808 vom Badischen Baudirektor Friedrich Weinbrenner am Schlossplatz erbaut. 1810 wurde es zum Großherzoglichen Hoftheater.

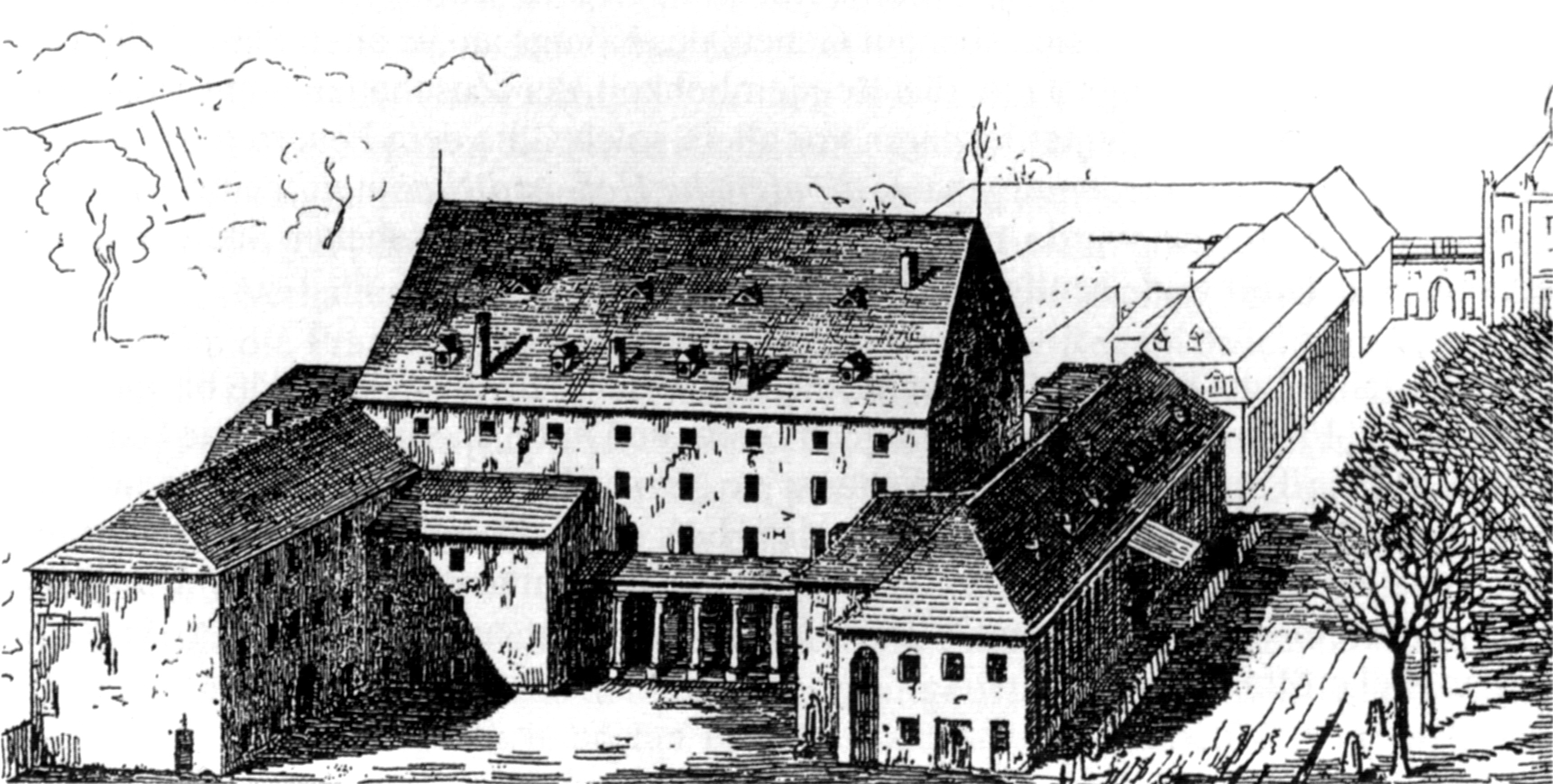
Großherzogliches Hoftheater von Friedrich Weinbrenner

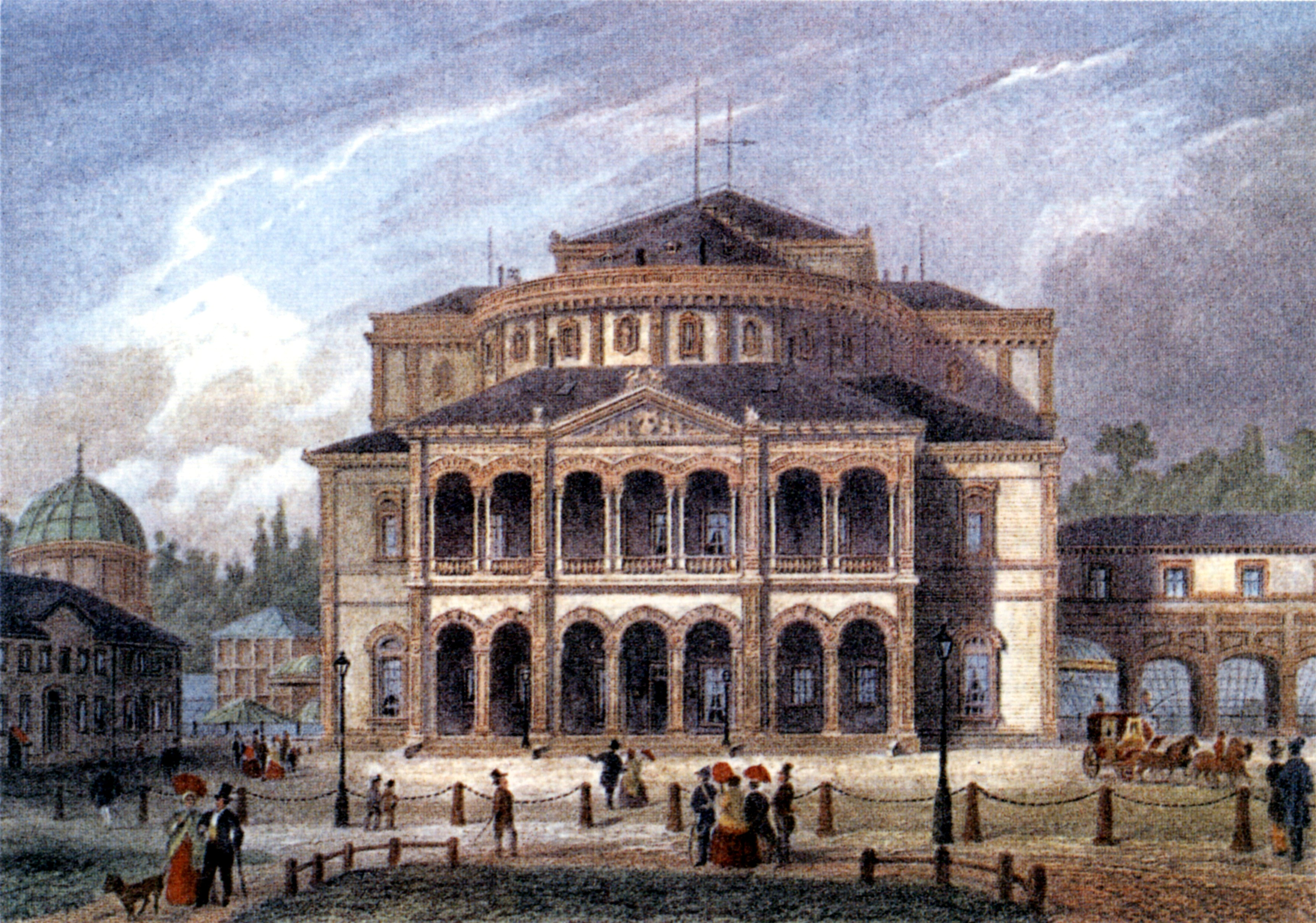
Heinrich Hübschs Bau des Hoftheaters am Schlossplatz bestand von 1853 bis 1944

Am 28. Februar 1847 brach während einer Vorstellung ein Feuer aus, während dessen das hauptsächlich mit Leinwand und Holz ausgebaute Gebäude vollständig zerstört wurde. Trotz des für damalige Zeiten sehr schnellen Eintreffens der Durlacher Pompiers unter Christian Hengst in nur 28 Minuten kamen 63 Besucher ums Leben, da die Türen sich nach innen öffneten und Panik ausbrach. Dies führte weltweit zu Änderungen von Bauvorschriften für öffentliche Gebäude. Der von Hofarchitekt Heinrich Hübsch erbaute Nachfolgebau wurde 1853 fertiggestellt und unter Theaterleiter Eduard Devrient eröffnet. Von 1880 bis 1905 war Oswald Hancke Theaterdirektor.
Bei einem Fliegerangriff am 27. September 1944 brannte das Hoftheater erneut aus. Die Ruine blieb bis in die 1960er Jahre stehen. 1960 wurde bereits ein Architektenwettbewerb für einen Neubau am gleichen Platz entschieden, doch dann stellte die Stadt das Gelände dem Bundesverfassungsgericht für dessen Neubau (Baumgarten-Bau) zur Verfügung, um seine Verlegung aus Karlsruhe zu verhindern. Nach dem Abriss der Ruine des Hoftheaters begannen 1964 die Planungen zum bis heute existierenden Theaterbau am Übergang der Südstadt zum Stadtzentrum, der von 1970 bis 1975 nach Plänen des Architekten Helmut Bätzner errichtet wurde. Bis zur Fertigstellung dienten das Konzerthaus Karlsruhe (Großes Haus) und ein Teil der Stadthalle (Kleines Haus) als provisorische Spielstätten. Nachdem das Dach des noch im Bau befindlichen Gebäudes im Jahr 1973 in Brand geraten war, wurde das neue Theater 1975 eröffnet.
Von 1975 bis 1977 wirkte Héctor Urbón dort als Erster Kapellmeister und als Musikalischer Oberleiter. Seit 1977 werden durch die Initiative des Generalintendanten Günter Könemann die Werke des Barockkomponisten Georg Friedrich Händel jeweils in einem besonderen Rahmen präsentiert. Von 1978 bis 1984 wurden Händel-Tage veranstaltet, im Jahre 1985 wurden diese in den Rang von Händel-Festspielen erhoben. Sie finden seither jährlich statt, jeweils im Februar um den Geburtstag des Komponisten am 23. Februar herum.
Generalintendant war von 1997 bis 2002 Pavel Fieber, von 2002 bis 2011 Achim Thorwald, von 2011 bis 2021 Peter Spuhler, der frühzeitig gekündigt wurde, ein Interimsintendant wurde eingesetzt. Seit 2024 ist Christian Firmbach Intendant. Ballettdirektorin war von 2003 bis 2019 Birgit Keil, von 2019 bis 2024 Bridget Breiner, seither Raimondo Rebeck. Generalmusikdirektor war von 2008 bis 2020 Justin Brown, 2020 übernahm Georg Fritzsch diese Position. Operndirektorin ist seit 2024 Christoph von Bernuth, und Schauspieldirektor ist Claus Caesar.
Zur Spielzeit 2011/12 gründete Intendant Peter Spuhler zwei neue Sparten, das Junge Staatstheater, unter der Leitung von Ulrike Stöck, und das Volkstheater, geleitet von Beata Anna Schmutz.
Im selben Zeitraum wurde das Projekt KulturLotsen gegründet. Kinder, die aufgrund von Sprachbarrieren, fehlender finanzieller Mittel oder aufgrund schwieriger familiärer Verhältnisse wenig Zugang zu Kultur haben, werden an Kulturpaten vermittelt, um gemeinsam Theater, Museum oder andere Kultureinrichtungen zu besuchen. Durch die Pandemie kam das Projekt 2021 zum Erliegen, 2023 wurde es vom Kulturamt der Stadt Karlsruhe neu gestartet, nun mit Unterstützung durch die Deutsche Stiftung Hänsel + Gretel und den Kinderschutzbund.
Am 21. Januar 2014 beschloss der Karlsruher Gemeinderat eine Generalsanierung und Erweiterung des Staatstheaters mit einem Kostenvolumen von 125 Millionen Euro (Stand 2014). Geplant ist zunächst der Neubau eines Schauspielhauses mit integriertem Jungem Staatstheater. Anschließend entstehen neue musikalische Probenräume und Werkstätten. Als letzter Schritt soll das Bestandsgebäude saniert werden. Im Dezember 2014 wählte ein Preisgericht einstimmig drei Arbeiten als Preisträger für die Sanierung aus. Seit Juli 2015 stehen als Architekten für das Neue Staatstheater Delugan Meissl, Wien, mit Wenzel + Wenzel, Karlsruhe, fest. Nachdem die Kostenschätzung auf 500 Mio. Euro gestiegen war, stoppte der Stadtrat im Mai 2021 die Sanierung. In der Sitzung vom Juni 2021 gab der Karlsruher Gemeinderat das Projekt mit fünf Gegenstimmen aus den Reihen der Freien Wähler und FÜR Karlsruhe, deren Stadtrat Friedemann Kalmbach die Debatte um die Kosten ins Rollen brachte, sowie der CDU frei.
Mit Hans-Werner Kroesingers dokumentarischem Stück Stolpersteine Staatstheater, das den Umgang mit jüdischen Theatermitarbeitern während der Zeit des Nationalsozialismus behandelt, war das Badische Staatstheater 2016 erstmals zum Berliner Theatertreffen eingeladen.
Im Gedenken an den Dirigenten Hermann Levi wurde der Vorplatz des Staatstheaters im Februar 2017 offiziell als Hermann-Levi-Platz benannt.
Zum September 2021 übernahm Ulrich Peters für drei Jahre die Generalintendanz, er folgt dem vorzeitig abberufenen Peter Spuhler im Amt. Ab der Spielzeit 2024/25 hat Christian Firmbach die Generalintendanz übernommen.